# Nie ma sprawy
Nie ma sprawy (tytuł oryginalny Ed) – amerykański serial komediowy, produkowany w latach 2000–2004 przez stację NBC. W Polsce był emitowany przez stację TVN7 oraz przez stacje Canal+ i Hallmark pod nazwą oryginalną Ed. Serial składa się z czterech serii (83 odcinki). Głównym bohaterem serialu jest zabawny Ed Stevens, którego gra Tom Cavanagh. Serial w 2001 roku dostał nominacje do nagrody Emmy w kategorii reżyseria, scenariusz i główna rola męska.
NBC zakończyła produkcję serialu w 2004 roku z powodu słabej oglądalności.
W pierwszej serii serialu wykorzystano jako temat muzyczny piosenkę Foo Fighters Next Year, a w drugim sezonie piosenkę Clem Snide Moment in the Sun. W trzecim i czwartym sezonie powtórnie wykorzystano piosenkę Next Year.

## Opis
Głównym bohaterem serialu jest Ed - młody obiecujący prawnik, który prowadził spokojne życie. Miał wspaniałą żonę, pracę w dużej kancelarii prawniczej w Nowym Jorku. Życie to nagle mu się rozpadło. Ed zostaje zwolniony z pracy za brak przecinka w dokumencie przez co wraca wcześniej do domu gdzie przyłapał żonę w łóżku z listonoszem. Ed postanowił wrócić do rodzinnego miasteczka, Stuckeyville, gdzie wciąż mieszkali jego znajomi z liceum, oraz szkolna miłość Carol Vessey, której w czasie liceum nie miał odwagi zaprosić na randkę. Po przyjeździe Ed kupił kręgielnię Stuckey bowl gdzie otworzył swoje małe biuro prawnicze nie rezygnując z prowadzenia kręgielni, pomaga mu w tym trójka pracowników Shirley Pifko, Phil Stubbs i Kenneth Sandusky. Bohater serialu nawiązuje ponowny kontakt z przyjaciółmi z dawnych lat tworząc ponownie zgraną paczkę. Do paczki tej należy najlepszy przyjaciel Eda Mike Burton i jego żona Nancy, Carol i jej przyjaciółka Molly Hudson.

## Obsada

### Główni
- Thomas Cavanagh (Ed Stevens)
- Julie Bowen (Carol Vessey)
- Jana Marie Hupp (Nancy Burton)
- Josh Randall (Mike Burton)
- Lesley Boone (Molly Hudson)
- Justin Long (Warren P. Cheswick)
- Michael Ian Black (Phil Stubbs)
- Rachel Cronin (Shirley Pifko)
- Mike Starr (Kenny Sandusky, do odc.45)
- Michael R. Genadry (Mark Vanacore, od serii 3)
- Daryl "Chill" Mitchell (Eli Cartwright Goggins III, od serii 3)

### Gościnnie
- Pat Finn (Jim Frost)
- Charles Dumas (LaRue)
- John Slattery (Dennis Martino)
- Kelly Ripa (Jennifer Bradley)
- Max Rosmarin (Gavin Shrader)
- Gregory Harrison (Nick Stanton)
- Ginnifer Goodwin (Diane Snyder)
- Marvin Chatinover (Walter R. Jerome)
- Nicki Lynn Aycox (Stella Vessey)
- Noah Bean (Tim Cooper)
- Rena Sofer (Bonnie Hane)
- Robin Paul (Jessica Martell)
- Munson Hicks (Henderson)
- Sabrina Lloyd (Frankie Hector)
- Teresa Yenque (Carmela)
- Tom Wilson (Sean Nowell)
- Paolo Andino (instruktor szermierki)
- Aaron Yoo (Ethan)
- Tessa Ghylin (Donna Tuzzi)